# زبان مدل‌سازی
زبان مدل‌سازی (انگلیسی: Modeling language) در مدل‌سازی علمی و مهندسی سیستم‌ها و نرم‌افزار، به هر زبان ساختگی اطلاق می‌شود، که قابلیت بیان اطلاعات و دانش یا معرفی سیستم‌ها را دارا باشد و در یک ساختار تعریف شده، توسط مجموعه‌ای از قوانین (بمنظور تفسیر اجزای ساختار) مورد استفاده قرار گیرد. زبان مدل‌سازی می‌تواند گرافیکی یا متنی باشد.
یک زبان مدل‌سازی می‌تواند بصورت گرافیکی یا متنی باشد.
- زبان‌های مدل‌سازی گرافیکی از روش نمودار با نمادهای نام‌گذاری شده استفاده می‌کنند که بیانگر مفاهیم و خطوطی است که نمادها را به هم متصل می‌کند و روابط را نشان می‌دهد و همچنین علامت‌های مختلف گرافیکی دیگر را برای نمایش محدودیت‌ها نشان می‌دهد.
- زبان‌های مدل‌سازی متنی ممکن است از کلمان کلیدی استاندارد شده همراه با پارامترها یا اصطلاحات و عبارات زبان طبیعی برای ایجاد عبارات قابل تفسیر کامپیوتری استفاده کنند.

یک مثال از زبان مدل سازی گرافیکی و زبان مدل سازی متنی مربوط به آن ، EXPRESS است.
تمام زبان‌های مدل‌سازی قابل اجرا نیستند و استفاده از آنها بدین معنا نیست که دیگر به برنامه نویسان احتیاجی نیست. برعکس، زبان‌های مدل‌سازی اجرایی برای افزایش بهره‌وری برنامه‌نویسان ماهر در نظرگرفته شده‌است، به‌طوری‌که آنها می‌توانند مسائل چالش برانگیزتر، مانند محاسبات موازی و سیستم های توزیع‌یافته، را برطرف کنند.
تعداد زیادی از زبان‌های مدل‌سازی در ادبیات ظاهر می‌شوند

### انواع گرافیکی
نمونه‌ای از زبان‌های مدل‌سازی گرافیکی در زمینه علوم کامپیوتر، مدیریت پروژه و مهندسی سیستم‌ها:
- درختان رفتار یک زبان مدل‌سازی رسمی و گرافیکی هستند که در درجه اول در مهندسی سیستم‌ها و نرم‌افزار مورد استفاده قرار می‌گیرند. معمولا برای بیان صریح صدها یا حتی هزاران نیاز زبان طبیعی که معمولا به‌منظور تشریح نیاز ذینفعان برای یک سیستم یکپارچه نرم‌افزاری در مقیاس بزرگ استفاده می‌شوند.
- علامتگذاری مدل‌سازی پردازش تجاری (BPMN و XML از BPML)  نمونه‌ای از یک زبان مدل‌سازی پردازشی است.
- تئوری C-K دربرگیرنده زبان مدل‌سازی برای فرآیندهای طراحی است.
- DRAKON یک زبان مدل‌سازی الگوریتمی با کاربردهای عمومی برای تعیین سیستم‌های متراکم نرم‌افزار، ارائه شماتیک یک الگوریتم یا یک فرآیند مرحله‌ای و یک خانواده از زبان‌های برنامه‌نویسی است.
- EXPRESS و EXPRESS-G (ISO 10303-11) یک زبان استاندارد همه‌منظوره بین المللی برای مدل سازی داده‌ها است.
- زبان مدل‌سازی سازمانی توسعه‌یافته(EEML) معمولاً برای مدل‌سازی فرآیند کسب و کار در بین چندین لایه استفاده می‌شود.
- فلوچارت ارائه‌ای شماتیک از یک الگوریتم یا یک روند مرحله‌ای است.
- مفاهیم مدل‌سازی بنیادی(FMC) زبان مدل‌سازی برای سیستم‌های نرم‌افزاری متراکم است.
- IDEF یک خانواده از زبان‌های مدل‌سازی است که شامل IDEF0 برای مدل‌سازی عملکردی،  IDEF1X برای مدل‌ساز اطلاعات، IDEF3 برای مدل‌سازی فرآیند کسب و کار، IDEF4 برای طراحی شی‌گرا و IDEF5 برای هستی‌شناسی مدل‌سازی می‌باشد.
- برنامه‌تویسی ساختاری جکسون (JSP) روشی برا برنامه‌نویسی ساختاریافته براساس ارتباط بین ساختار جریان داده و ساختار برنامه است.
- LePUS3 یک زبان توصیف طراحی بصری شی‌گرا و یک زبان با مشخصات رسمی است که در درجه اول برای مدل‌سازی برنامه‌های شی‌گرای وسیع (JAVA, C++, C#) و الگوهای طراحی ایجاد شده است.
- مدل‌سازی نقش شی(ORM) در زمینه مهندسی نرم‌افزار روشی برای مدل‌سازی مفهومی است و می‌تواند به‌عنوان ابزاری برای تحلیل اطلاعات و قوانین مورد استفاده قرارگیرد.
- شبکه های پتری دقیقاً در یک تکنیک نمودار سازی و توپولوژی ، یعنی نمودار دو بخشی از تغییرات استفاده می کنند. سادگی رابط کاربری اساسی آن ، پشتیبانی گسترده ابزار را در طول سالها به ویژه در زمینه بررسی مدل ، شبیه سازی گرافیکی و تأیید نرم افزار به راحتی امکان پذیر کرده است.
- Southbeach Notation یک زبان مدل سازی بصری است که برای توصیف شرایط از نظر عوامل مفید یا مضر از نظر مدل ساز استفاده می شود. نت نشان می دهد که عوامل چگونه با یکدیگر تعامل دارند و آیا این تعامل اوضاع را بهبود می بخشد یا بدتر می کند.
- زبان مشخصات و توصیف (SDL) یک زبان مشخصات با هدف توصیف و توصیف بدون ابهام رفتار سیستم های واکنش پذیر و توزیع شده است.
- SysML یک زبان مدل سازی خاص دامنه برای مهندسی سیستم است که به عنوان مشخصات UML (سفارشی سازی) تعریف می شود.
- Unified Modeling Language (UML) یک زبان مدلسازی عمومی است که یک استاندارد صنعتی برای مشخص کردن سیستم های فشرده نرم افزاری است. UML 2.0 ، نسخه فعلی ، از سیزده تکنیک مختلف نمودار پشتیبانی می کند و پشتیبانی گسترده ای از ابزار دارد.
- چارچوب مدل سازی سرویس گرا (SOMF) یک زبان جامع برای طراحی مدل های معماری سطح سازمانی و کاربردی در فضای معماری سازمانی ، مجازی سازی ، معماری سرویس گرا (SOA) ، رایانش ابری و موارد دیگر است.
- زبان توصیف معماری (ADL) زبانی است که برای توصیف و نمایش معماری سیستم های یک سیستم استفاده می شود.
- AADL (AADL) یک زبان مدل سازی است که از تجزیه و تحلیل های اولیه و مکرر معماری یک سیستم با توجه به خصوصیات مهم عملکرد از طریق یک نماد قابل پیش بینی ، یک چارچوب ابزار و معانی دقیق تعریف شده پشتیبانی می کند.

نمونه هایی از زبان های مدل سازی گرافیکی در سایر زمینه های علوم.
- EAST-ADL یک زبان مدل سازی خاص دامنه است که به طراحی سیستم خودرو اختصاص داده شده است.
- Language Systems Energy (ESL) ، زبانی که هدف آن مدل سازی انرژی های اکولوژیکی و اقتصاد جهانی است.
- IEC 61499 زبان مدل سازی خاص دامنه را برای توزیع سیستم های اندازه گیری و کنترل فرآیند صنعتی تعریف می کند.

## انواع متن
مدلهای اطلاعاتی همچنین می توانند به زبانهای رسمی مانند Gellish بیان شوند. Gellish دارای انواع زبان طبیعی مانند Gellish Formal English و Gellish Formal Dutch (Gellish Formeel Nederlands) و غیره است. Gellish Formal English یک زبان نمایش اطلاعات یا زبان مدل سازی معنایی است که در فرهنگ لغت انگلیسی-ژله ای تعریف شده است که به شکل یک طبقه بندی-هستی شناسی (به طور مشابه برای هلندی). Gellish Formal English نه تنها برای بیان دانش ، نیازها و فرهنگ لغت ها ، طبقه بندی ها و هستی شناسی ها ، بلکه همچنین اطلاعات مربوط به موارد فردی مناسب است. تمام این اطلاعات به یک زبان بیان می شوند و بنابراین همه آنها می توانند فارغ از این سوال که آیا در پایگاه های مرکزی ذخیره می شوند یا توزیع شده یا در پایگاه های داده فدرال ، می توانند یکپارچه شوند. مدل های اطلاعاتی در Gellish Formal English شامل مجموعه ای از عبارات Gellish Formal English است که از اصطلاحات زبان طبیعی و عبارات رسمی استفاده می کنند. به عنوان مثال ، یک مدل اطلاعات جغرافیایی ممکن است شامل تعدادی عبارات Gellish Formal انگلیسی باشد ، مانند: